# مزرعه بهاروند
مزرعه بهاروند یک منطقهٔ مسکونی در ایران است که در دهستان حسینیه واقع شده‌است.